# Селенид железа(II)
Селенид железа(II) — бинарное неорганическое соединение,
железа и селена с формулой FeSe,
чёрные кристаллы,
не растворяется в воде.

## Получение
- В природе встречается минерал ашавалит — FeSe с различными примесями.
- Сплавление чистых веществ в вакууме:

{\displaystyle {\mathsf {Fe+Se\ {\xrightarrow {T}}\ FeSe}}}

## Физические свойства
Селенид железа(II) образует чёрные кристаллы двух модификаций:
- α-FeSe, гексагональная сингония, пространственная группа P 6/mmc, параметры ячейки a = 0,361 нм, c = 0,587 нм, Z = 2, устойчива при высоких температурах, а также в нестехиометрических кристаллах с избытком селена.
- β-FeSe, тетрагональная сингония, пространственная группа P 4/nmm, параметры ячейки a = 0,3773 нм, c = 0,5529 нм, Z = 2, устойчив при температурах ниже 300—600°С.

Не растворяется в воде.
В зависимости от отклонений от стехиометрического состава проявляет свойства полупроводника, парамагнетика или антиферромагнетика. β-FeSe является сверхпроводником, относящимся к классу железосодержащих высокотемпературных сверхпроводников.